# 南部信房
南部 信房（なんぶ のぶふさ）は、江戸時代中期の大名。陸奥国八戸藩の第7代藩主。官位は従五位下・伊勢守。

## 生涯
第6代藩主・南部信依の長男として誕生。
安永9年（1780年）11月18日、第10代将軍・徳川家治に御目見する。天明元年（1781年）2月14日、父の死により家督を継ぐ。天明2年12月18日、従五位下内蔵頭に叙任する。寛政8年（1796年）2月13日、養子となっていた弟・信真に家督を譲って隠居した。隠居後は「伊勢入道」と称する。天保6年（1835年）死去。享年71。
信房は俳諧をたしなみ、「五梅庵畔李（ごばいあん はんり）」と号した。八戸の女流俳人の花月堂李州は信房の側室である。

## 治世
飢饉による財政難により、信房の治世は多難を極めた。天明の大飢饉には八戸藩の有力商人である近江屋、美濃屋、大塚屋]より3000両以上の資金を調達し、他領からの米の買い付け資金にあてたりしている。これらの資金調達の代償として、寛政2年（1790年）から御用商人を家中武士に取り立てることも始めた。これらの方策は、商人たちの藩政に対する影響力を強めることとなった。
藩財政の改革のため、寛政6年（1794年）から寛政7年（1795年）、に八戸近郊の有力商人や五代官所に対して多額の才覚金を徴することも命じたが、領民の反発に遭うなど成果は芳しくなかった。

## 系譜
父母
- 南部信依（父）

正室
- 良姫、寳體院、宝体院 ー 溝口直養の長女

側室
- 花月堂李州

養子
- 南部信真 ー 実弟